# فرنسيسكو ليونا روميرو
فرنسيسكو ليونا روميرو (بالإسبانية: Francisco Leona)‏ هو قاتل متسلسل إسباني، ولد في 1835، وتوفي في 1910 في ألمرية في إسبانيا.